# PR-S 40
La vuelta al Valle de Campoo de Suso es un sendero de Pequeño Recorrido que permite conocer la mayoría de los pueblos del municipio de la Hermandad de Campoo de Suso, en Cantabria (España).

## Descripción del recorrido
1ª ETAPA
- Reinosa (850 m s. n. m.): partimos junto a la Fuente de la Aurora, por la calle San Roque Bajo y barrio Mallorca. Ya fuera del casco urbano, el camino pasa junto al Pozo las Sanguijuelas (antaño una laguna) continuando entre pastizales hasta entrar una vaguada en la que encontramos una fuente
- Nacimiento del Besaya (880 m s. n. m.) ("km 3"): después se sube hasta alcanzar la pista de Morancas, pequeña aldea que queda a la derecha, y se continúa a la izquierda para llegar a una cercana localidad.
- Aradillos (1.005 m s. n. m.) ("km 4,5") (1.15 h) : este pueblo ha sido tradicionalmente identificado con el Aracillum de las guerras cántabro-romanas (los últimos hallazgos sitúan Aracillum en la Sierra del Escudo). Primero por la carretera, y luego tomando un camino que va junto a ella, se alcanza otro pueblo.
- Fontecha (1.035 m s. n. m.) ("km 6") (1.40 h): ahora seguimos por el camino de "Las Costeras" entrando en el siguiente núcleo, Camino (1.060 m s. n. m.) que se atraviesa hacia el oeste, con subida al Alto las Cruces (1.090 m s. n. m.): aquí se va a la izquierda y a la derecha en dos desvíos sucesivos, para bajar por un angosto valle hasta un pueblo presidido por un castillo medieval
- Argüeso (955 m s. n. m.) ("km 11") (3 h): salir hacia la carretera, cruzar el puente y tomar un camino a la izquierda que nos conduce a Serna (950 m s. n. m.) , otro escondido pueblo del valle. Otra pista permite ascender a una elevación para bajar y vadear un regato tras el que se sale a la carretera de Palombera. Por la izquierda la seguimos, entrando enseguida en otra localidad.
- Soto (965 m s. n. m.) ("km 13,5") (3.45 h): nos internamos en este pueblo y, al lado de su iglesia (junto a la que crece un tejo), tomamos otro camino que nos lleva hacia Ormas (971 m s. n. m.) , pueblo desde el que sale un camino que nos conduce hasta la Torre de Proaño, donde vivió el historiador campurriano Don Ángel de los Ríos. Por la carretera seguimos hasta el cercano pueblo
- Proaño (1.035 m s. n. m.) ("km 16,5") (4.30 h): atravesando el núcleo, un camino continúa entre el robledal y alguna pradería, alcanzando la parte alta de Villar (1.025 m s. n. m.), y sin entrar en él, el camino asciende entre robles, cruzando alguna portilla para entrar en otro pueblo
- Hoz de Abiada (1.070 m s. n. m.) ("km 20,5") (5.45 h): aquí todavía se mantiene en pie "El Abuelo", un nogal impresionante. Un corto tramo de carretera nos separa del final de esta primera etapa.
- Abiada (1.070 m s. n. m.) ("km 21") (6 h): en la parte alta del pueblo crece La Cagigona, un roble monumental.

2ª ETAPA
- Abiada (1.070 m s. n. m.): frente a la iglesia, bajamos por un callejo y cruzamos el río Guares, ascendiendo ahora hasta el pueblo de La Lomba (1.065 m s. n. m.) , junto a cuya iglesia crece un tejo centenario. Bajamos al inmediato pueblo de Entrambasaguas (1.035 m s. n. m.) y seguimos por una pista que remonta el río Hijar. Cruzamos un puente a la izquierda y por un viejo camino se asciende hasta la localidad más alta del valle, ubicada en una loma.
- Mazandrero (1.100 m s. n. m.) ("km 3,5") (45'): desde aquí vamos a continuar hacia el sudeste por una pista que sigue a media altura, por las faldas de la sierra entre robledales y praderas, que tras cruzar la pista del collado de Somahoz entra en otra localidad.
- La Población de Suso (1.060 m s. n. m.) ("km 7,5") (1.45 h): después seguimos valle abajo por una pista que en descenso nos lleva a Suano (930 m s. n. m.), y desde este pueblo, siguiendo la tranquila carretera entramos en Izara (895 m s. n. m.). Saliendo de este último núcleo, tomamos un camino a la izquierda, el cual nos llevará por parajes muy apacibles hasta otra población de mayor tamaño.
- Matamorosa (855 m s. n. m.) ("km 17") (4.30 h): sólo resta seguir por las aceras hasta la capital de Campoo, donde iniciamos la primera etapa de este circuito
- Reinosa (850 m s. n. m.) ("km 19") (5 h)

- Datos: Q6055470